# René Lorain
Pour les articles homonymes, voir Lorain.
René Zacharie Alfred Lorain  (né le 19 mars 1900 à Reims - mort le 25 octobre 1984 à Ouchamps) est un athlète français spécialiste du sprint.
Licencié au CASG Paris, il est membre de la délégation française qui participe aux Jeux olympiques de 1920 d'Anvers. Éliminé au premier tour de l'épreuve du 100 m, et au deuxième tour du 200 m, René Lorain remporte en fin de compétition la médaille d'argent du relais 4 × 100 mètres aux côtés de Émile Ali-Khan, René Tirard et René Mourlon. Avec le temps de 42 s 5, l'équipe de France termine à trois dixièmes de seconde des États-Unis.
Champion de France du 100 m en 1921, ses records personnels sont de 10 s 8 sur 100 m (1922) et 22 s 0 sur 200 m (1920).

## Palmarès
| Date | Compétition     | Lieu   | Résultat | Discipline |
| ---- | --------------- | ------ | -------- | ---------- |
| 1920 | Jeux olympiques | Anvers | 2e       | 4 × 100 m  |